# Елеон
Елеон је у грчкој митологији био житељ Беотије, Етеонов син.

## Митологија
Елеон је био Дејмахов отац. Дејмах је имао љубавну аферу са Глауком и зачела је Скамандра, кога је Елеон, према Херакловом захтеву, одгајио и који је касније постао беотски краљ.